# Canton de Bordeaux-2
Le canton de Bordeaux-2 est une circonscription électorale française située dans le département de la Gironde, en région Nouvelle-Aquitaine.

## Histoire
Ce canton est créé en 1801 en même temps que les cantons de Bordeaux-1 à 6, à la suite de la scission du canton de Bordeaux. Il se compose alors d'une partie de la ville de Bordeaux, en rive gauche de la Garonne, et de la commune de Caudéran jusqu'en 1965, date à laquelle celle-ci fusionne avec Bordeaux. Le 13 juillet 1973, les limites du canton sont modifiées.
Un nouveau découpage territorial de la Gironde (département) entre en vigueur à l'occasion des premières élections départementales suivant le décret du 20 février 2014. Les conseillers départementaux sont, à compter de ces élections, élus au scrutin majoritaire binominal mixte. Les électeurs de chaque canton élisent au Conseil départemental, nouvelle appellation du Conseil général, deux membres de sexe différent, qui se présentent en binôme de candidats. Les conseillers départementaux sont élus pour 6 ans au scrutin binominal majoritaire à deux tours, l'accès au second tour nécessitant 12,5 % des inscrits au 1er tour. 
En outre la totalité des conseillers départementaux est renouvelée. Ce nouveau mode de scrutin nécessite un redécoupage des cantons dont le nombre est divisé par deux avec arrondi à l'unité impaire supérieure si ce nombre n'est pas entier impair, assorti de conditions de seuils minimaux. Dans la Gironde, le nombre de cantons passe ainsi de 63 à 33. Le nouveau canton de Bordeaux-2 constitue une fraction cantonale de Bordeaux. Il est entièrement inclus dans l'arrondissement de Bordeaux. Le bureau centralisateur est situé à Bordeaux.

## Géographie

Les cinq cantons de Bordeaux depuis 2015.

Le canton de Bordeaux-2 est organisé dans l'arrondissement de Bordeaux, à l'intérieur de la commune de Bordeaux. Son altitude varie de 1 m à 42 m pour une altitude moyenne de 6 m.

## Représentation

### Conseillers généraux de 1833 à 2015
| Période | Période          | Identité                                    | Étiquette               | Qualité |
| ------- | ---------------- | ------------------------------------------- | ----------------------- | --- |
| 1833    | 1848             | Jacques-Henri Wustenberg                    | Centre droit            | Négociant Président de la Chambre de commerce de Bordeaux Député (1834-1846) - Pair de France                                                                                |
| 1848    | 1852             | Louis Jean Ambroise Gustave Curé            | Républicain Indépendant | Ancien capitaine de la Garde nationale Maire de Bordeaux (1848-1849) Député au Corps législatif (1857-1869)                                                                  |
| 1852    | 1861             | Antoine Gautier aîné                        |                         | Maire de Bordeaux (1849-1860) Ancien maire du Bouscat (1820-1830), conseiller d'arrondissement                                                                               |
| 1861    | 1870             | Emmanuel Cortès                             |                         | Armateur - Président du Tribunal de Commerce |
| 1870    | 1871             | Jules Simon                                 | Républicain             | Philosophe, professeur Ministre de l'Instruction Publique en 1870 Président du Conseil des Ministres (1876-1877) Sénateur inamovible (1875-1896)                             |
| 1871    | 1873 (décès)     | Charles Montagut                            | Radical                 | Armateur, officier démissionnaire. Déclaré démissionnaire afin de permettre son remplacement, il est en réalité mort lors du naufrage du Ville-du-Havre le 22 novembre 1873. |
| 1874    | 1880             | David Raynal                                | Républicain             | Armateur Député (1879-1897) - Sénateur (1897-1903) Sous-secrétaire d'État (1880-1881) Ministre (1881-1882, 1883-1885 et 1893-1894)                                           |
| 1880    | 1889             | Victor Larrey                               | Républicain             | Publiciste à Bordeaux |
| 1889    | 1895             | François Marie Aristide Plumeau (1824-1904) | Républicain             | Docteur en médecine et propriétaire viticole Conseiller municipal de Bordeaux                                                                                                |
| 1895    | 1919 (décès)     | Édouard Bertin                              | Républicain             | Avocat à la Cour de Bordeaux |
| 1919    | 1933 (décès)     | Paul Glotin                                 | URD-UPR                 | Industriel distillateur-liquoriste, président de Marie Brizard Adjoint au maire de Bordeaux Député (1919-1924)                                                               |
| 1934    | 1940             | Philippe Henriot                            | FR                      | Professeur Viticulteur à Eynesse Député (1932-1942) Nommé conseiller départemental en 1943                                                                                   |
|         |                  |                                             |                         | |
| 1945    | 1949             | Jules Ramarony                              | PRL puis PPUS puis CNI  | Avocat Premier adjoint au Maire de Bordeaux Député (1945-1955) |
| 1949    | 1955             | René Castéran                               | DVD                     | Ancien consul général de France à Barcelone, ancien résistant FFL |
| 1955    | 1961             | Armand Faulat                               | Rad.                    | Industriel Maire de Caudéran |
| 1961    | 1973             | William Lacoste                             | UDR                     | Ancien officier de marine, directeur d'assurance Adjoint au maire de Bordeaux Suppléant du député Arthur Richards (1962-1967) Elu en 1973 dans le Canton de Bordeaux-8       |
| 1973    | 1992             | Simone Noailles                             | RPR                     | Éducatrice spécialisée Adjointe au maire de Bordeaux Suppléante du député Jean Valleix (1978-1981)                                                                           |
| 1992    | 2004             | Chantal Bourragué                           | UMP                     | Cadre commercial Suppléante du député Jean Valleix (1997-2002) Députée de la première circonscription de la Gironde (2002-2012) Adjointe au maire de Bordeaux                |
| 2004    | 2012 (démission) | Michèle Delaunay                            | PS                      | Médecin des hôpitaux Députée de la deuxième circonscription de la Gironde (2008-2012 et 2014-2017) Ministre (2012-2014)                                                      |
| 2012    | 2015             | Jean-Baptiste Borthury                      | apparenté PS            | Laborantin à Bordeaux |

### Conseillers d'arrondissement (de 1833 à 1940)
| Période                                  | Période      | Identité                             | Étiquette   | Qualité |
| ---------------------------------------- | ------------ | ------------------------------------ | ----------- | --- |
| 1833                                     | 1840         | Bernard Nicolas René Hyacinthe Devès |             | Vice-Président du Tribunal civil de Bordeaux, élu conseiller général du canton de Bordeaux-4                |
|                                          |              |                                      |             | |
| 1848                                     | 1852         | Antoine Gautier aîné                 |             | Ancien adjoint au maire de Bordeaux, ancien maire du Bouscat, propriétaire du Château Labottière            |
| 1852                                     |              | Alcide Cayrou                        |             | Adjoint au maire de Bordeaux                                                                                |
|                                          |              |                                      |             | |
| 1871                                     | 1874         | M. Brugeol                           |             | |
| 1874                                     | 1875 (décès) | Paul Estrac (1801-1875)              | Républicain | Conseiller municipal de Caudéran                                                                            |
| 1875                                     | 1898         | Alfred Poirier                       | Républicain | Propriétaire à Bordeaux, Président de la Société d'horticulture de Caudéran                                 |
| 1898                                     | 1910         | Jules Chaumont                       | Républicain | Entrepreneur de travaux publics et propriétaire à Bordeaux                                                  |
| 1910                                     | 1914 (décès) | Bernard Adour                        | Républicain | Maire de Caudéran                                                                                           |
| 1914                                     | 1919         | siège vacant                         |             | |
| 1919                                     | 1928         | Léon Fabre                           | Républicain | Industriel, conseiller municipal de Caudéran                                                                |
| 1928                                     | 1940         | Eugène Gauthier                      | Conc.rép.   | Maire de Caudéran                                                                                           |
| 1940                                     |              |                                      |             | Les conseils d'arrondissement ont été suspendus par la loi du 12 octobre 1940 et n'ont jamais été réactivés |
| Les données manquantes sont à compléter. |              |                                      |             | |

(sources : Journal La Dépêche sur Gallica).

journal "La Gironde" sur le site Retronews.
https://gallica.bnf.fr/ark:/12148/cb32782567n/date

### Conseillers départementaux depuis 2015
| Période élective | Période élective | Mandat | Mandat       | Identité            | Nuance | Nuance | Qualité |
| ---------------- | ---------------- | ------ | ------------ | ------------------- | ------ | ------ | --- |
| 2015             | 2021             | 2015   | 2021 (décès) | Jean-Louis David    |        | DVD    | adjoint au maire de Bordeaux (1995-2020) ancien conseiller général du canton de Bordeaux-4                        |
| 2015             | 2021             | 2015   | 2021         | Laurence Dessertine |        | DVD    | Professeur de droit des entreprises adjointe au maire de Bordeaux (2008-2020)                                     |
| 2015             | 2021             | 2021   | 2021         | Gérald Carmona      |        | LR     | Directeur de communication, conseiller municipal de Bordeaux (2014-2020) Élu en 2021 dans le canton de Bordeaux-3 |
| 2021             | 2028             | 2021   | en cours     | Laurence Dessertine |        | HOR    | Conseillère sortante                                                                                              |
| 2021             | 2028             | 2021   | en cours     | Michel Dufranc      |        | HOR    | Ancien bâtonnier du barreau de Bordeaux, maire de La Brède                                                        |

### Résultats détaillés

#### Élections de mars 2015
À l'issue du premier tour des élections départementales de 2015, deux binômes sont en ballottage : Jean-Louis David et Laurence Dessertine (Union de la droite, 50,66 %) et Bernard Blanc et Camille Hollebecque (PS, 29,73 %). Le taux de participation est de 48,47 % (14 749 votants sur 30 432 inscrits) contre 50,55 % au niveau départemental et 50,17 % au niveau national. Bien que dépassant 50 % des voix, le binôme arrivé en tête n'atteint pas 25 % des inscrits compte tenu de la faible participation des électeurs, d'où la nécessité d'un second tour. 
Au second tour, Jean-Louis David et Laurence Dessertine (Union de la droite) sont élus avec 62,05 % des suffrages exprimés et un taux de participation de 44,32 % (7 849 voix pour 13 488 votants et 30 431 inscrits).
Au moment de leur élection, Jean-Louis David était membre de LR, et Laurence Dessertine du MoDem.

#### Élections de juin 2021
Le premier tour des élections départementales de 2021 est marqué par un très faible taux de participation (33,26 % au niveau national). Dans le canton de Bordeaux-2, ce taux de participation est de 35,33 % (11 088 votants sur 31 381 inscrits) contre 33,41 % au niveau départemental. À l'issue de ce premier tour, deux binômes sont en ballottage : Cyril Fonrose et Marie-Charlotte Latour (Union à gauche, 32,46 %) et Laurence Dessertine et Michel Dufranc (DVD, 25,3 %).
Le second tour des élections est marqué une nouvelle fois par une abstention massive équivalente au premier tour. Les taux de participation sont de 34,36 % au niveau national, 33,6 % dans le département et 34,29 % dans le canton de Bordeaux-2. Laurence Dessertine et Michel Dufranc (DVD) sont élus avec 53,31 % des suffrages exprimés (5 342 voix pour 10 764 votants et 31 389 inscrits),,. 

## Composition
| Nom                              | Code Insee | Intercommunalité   | Superficie (km2) | Population (dernière pop. légale)                 | Densité (hab./km2) | Modifier                                    |
| -------------------------------- | ---------- | ------------------ | ---------------- | ------------------------------------------------- | ------------------ | ------------------------------------------- |
| Bordeaux (bureau centralisateur) | 33063      | Bordeaux Métropole | 49,36            | Fraction : 49 696 (2022) Commune : 265 328 (2022) | 5 375              | modifier les données · modifier les données |
| Canton de Bordeaux-2             | 3303       |                    |                  | 49 696 (2022)                                     |                    | modifier les données                        |

Le nouveau canton de Bordeaux-2 comprend la partie de la commune de Bordeaux située à l'intérieur d'un périmètre défini par l'axe des voies et des limites suivantes : depuis la limite territoriale de la commune du Bouscat, rue de la Croix-de-Seguey, rue Labottière, rue Camille-Godard, rue Mandron, rue de la Course, rue d'Aviau, cours de Verdun, cours Xavier-Arnozan, place Lainé, la Garonne du droit de la place Lainé jusqu'au droit du cours du Chapeau-Rouge, cours du Chapeau-Rouge, cours de l'Intendance, rue Vital-Carles, place Pey-Berland, rue des Frères-Bonie, cours d'Albret, rue Joseph-de-Carayon-Latour, rue Jean-Fleuret, rue Marguerite-Crauste, rue François-de-Sourdis, rue Fernand-Audeguil, rue de Pessac, cours du Maréchal-Gallieni, jusqu'à la limite territoriale de la commune de Pessac, limites territoriales des communes de Pessac et de Mérignac, rue de la Pelouse-de-Douet, place Amélie-Raba-Léon, rue Frantz-Despagnet, boulevard Antoine-Gautier, boulevard du Président-Wilson, jusqu'à la rue de la Croix-de-Seguey.

## Démographie

### Démographie avant 2015
| 1962 | 1968 | 1975 | 1982 | 1990   | 1999   | 2006   | 2011   | 2012   |
| ---- | ---- | ---- | ---- | ------ | ------ | ------ | ------ | ------ |
| -    | -    | -    | -    | 25 211 | 23 855 | 25 702 | 27 345 | 26 870 |

### Démographie depuis 2015
En 2022, le canton comptait 49 696 habitants, en évolution de −0,59 % par rapport à 2016 (Gironde : +6,91 %, France hors Mayotte : +2,11 %).
| 2013   | 2018   | 2022   |
| ------ | ------ | ------ |
| 49 815 | 49 881 | 49 696 |